# Reforma económica china
La reforma económica china (en chino tradicional, 改革開放; en chino simplificado, 改革开放; pinyin, Găigé kāifàng, literalmente Reforma y Apertura) se refiere al programa de reformas económicas llamado «socialismo con características chinas» en la República Popular China que se inició el 18 de diciembre de 1978 (durante el período Boluan Fanzheng) por los reformistas dentro del Partido Comunista de China (PCCh) dirigidos por Deng Xiaoping. La meta de la reforma económica china era transformar a la economía planificada de China en una economía socialista de mercado. El programa se detuvo después de la Masacre de Tiananmén en 1989 y se reanudó después de la llamada «inspección del sur de Deng Xiaoping» en 1992. En 2010, China se convirtió en la segunda economía más grande del mundo, y en el 2014, en la primera economía más grande del mundo en términos de PPA. En la actualidad, China representa el 17,7% de la economía mundial y el 13,2% de las exportaciones de mercancías.

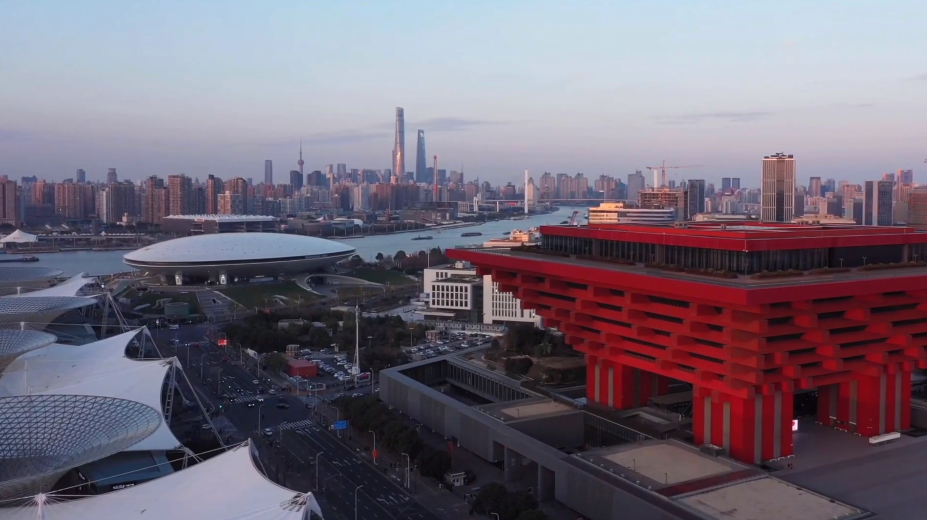
Skyline del distrito de Pudong, Shanghái, la capital financiera y económica de China.

China fue uno de los países más grandes, prósperos y avanzados del mundo antes del siglo XIX. La economía declinó en el siglo XIX y gran parte del siglo XX, con una breve recuperación en los años 30. De 1949 a 1978, las colectivizaciones de Mao Zedong, el Gran Salto Adelante y la Revolución Cultural impulsaron notablemente la dictadura china, a base de imponer cuotas de industrialización a los campesinos, que llegaban a fundir sus herramientas que usaban para trabajar en el campo, bajando notablemente la productividad de las cosechas. Luego de la muerte de Mao, sus principales seguidores, dirigidos por la Banda de los Cuatro, que hasta entonces dominaban en el seno del partido, fueron derrocados en un golpe y los reformistas guiados por Deng Xiaoping tomaron el poder.
Desde 1978, las reformas económicas comenzaron en dos fases. La primera fase, a finales de los 70 y principios de los 80, involucraba la descolectivización de la agricultura, la apertura del país a la inversión extranjera y el permiso a emprendedores de iniciar empresas. Sin embargo, la mayoría de la industria permaneció estatizada e ineficiente, suponiendo una carga para el crecimiento económico. La segunda fase de la reforma, a finales de los 80 y 90, involucraba la privatización y concentración de la mayor parte de la industria estatal y el levantamiento del control de precios, las políticas proteccionistas y regulaciones, aunque los monopolios públicos en sectores como la banca y el petróleo permanecieron. También se lanzó un conjunto de reformas políticas en la década de 1980.
En 2001, China se unió a la Organización Mundial del Comercio (OMC). El sector privado creció notablemente, reflejando casi el 70 % del PIB de China para 2005, y de más del 60 % para 2018. De 1978 a 2010, China experimentó un crecimiento sin precedentes, con un aumento de la economía del 9,5 % anual. La economía de China se convirtió en la segunda más grande tras la de Estados Unidos. La administración de Hu-Wen, más ortodoxa, restableció regulaciones y controles a la economía desde 2005, revirtiendo algunas reformas. Sin embargo, la corrupción, la burbuja inmobiliaria, la contaminación y la crisis demográfica se encuentran entre los problemas de desarrollo más graves. Además, la manipulación de los datos económicos por parte del gobierno chino, como informar cifras del PIB infladas y otras cifras falsas, también es una preocupación importante.
El éxito de las reformas económicas de China ha resultado en cambios masivos en la sociedad china. La pobreza fue reducida drásticamente, se produjo un aumento de la riqueza y la desigualdad económica, llevando a una reacción violenta de la Nueva Izquierda Maoísta. En la escena académica, los eruditos han debatido la razón del éxito de las reformas económicas chinas y las han comparado con los intentos de reformar el socialismo en el Bloque del Este y el crecimiento de otras economías en desarrollo.

## La Economía china antes de la reforma
Durante los años 30, China había logrado desarrollar un sector industrial moderno, que estimularía un crecimiento económico modesto pero significativo. Antes del colapso del comercio internacional que siguió a la llegada de la Gran Depresión, la participación de China en el comercio mundial y su proporción de comercio extranjero para el PIB logró niveles que no fueron recuperados por más de sesenta años. La economía fue duramente interrumpida por la guerra con Japón y la guerra civil china de 1937 a 1949, luego de las cuales los victoriosos comunistas instalaron una economía planificada. Más adelante, la economía volvió a estancarse debido a las políticas del Gran Salto Adelante (1958-1960), donde se estima que entre 20 y 30 millones de personas perdieron la vida a raíz de la desnutrición y la hambruna Luego, las purgas de la Revolución Cultural interrumpieron una vez más la economía. Virtualmente, los ciudadanos urbanos chinos no experimentaron crecimiento en el nivel de vida desde 1957 en adelante y los campesinos no estaban mejor en los 1970s que en los 1930s. un estudio acotó que los niveles de pago promedio en el sector servicio excedía los salarios de la educación superior.
El desempeño económico de China era inferior comparado con otros países del Asia Oriental, como Japón, Corea del Sur y hasta la rival República de China de Chiang Kai-shek. La economía era considerada ineficiente,  con la muerte de Mao hasta el liderazgo del CPC giró hacia reformas orientadas al mercado como la única vía de salvación de la fallida economía.

## Historial de reformas

### Origen
En septiembre de 1976, Mao Zedong murió, y en octubre, Hua Guofeng junto con Ye Jianying y Wang Dongxing arrestaron a la Banda de los Cuatro, poniendo fin a la Revolución Cultural.
Las reformas económicas comenzaron durante el período "Boluan Fanzheng", especialmente después de que Deng Xiaoping y sus aliados reformistas subieran al poder con Deng reemplazando a Hua Guofeng como el líder supremo de China en diciembre de 1978. Para el momento en que Deng tomó el poder, ya tenía un amplio apoyo entre las élites para las reformas económicas. Como líder de facto, las políticas de Deng enfrentaron oposición de los partidos conservadores, pero fueron extremadamente exitosas en aumentar la riqueza del país.

### Reformas iniciales, 1979-84
Las primeras reformas de Deng comenzaron en la agricultura, un área olvidada durante largo tiempo por el Partido Comunista. A finales de los años 70, los insumos y la producción de alimentos se había vuelto tan deficiente que los funcionarios del gobierno fueron advertidos que China estaba a punto de repetir el "desastre de 1959" -una referencia a la hambruna que había matado a decenas de millones durante el Gran Salto Adelante. Deng respondió descolectivizando la agricultura y enfatizando el sistema casero de responsabilidad, que dividía la tierra de las comunas populares en lotes privados. Los granjeros fueron capaces de quedarse con la producción de la tierra luego de pagar una porción al Estado. Esto incrementó notablemente la producción agrícola y los niveles de vida de cientos de millones de granjeros y estimuló la industria rural.
Las reformas también fueron implementadas en la industria urbana para incrementar la productividad. Fue presentado un sistema dual de precios, en el que a la industria estatal le era permitido vender cualquier producción por encima de la cuota establecida y las materias primas eran vendidas al precio establecido y a precio de mercado, permitiendo a los ciudadanos evitar los racionamientos de la era Maoísta. A las empresas privadas se les permitió operar por primera vez desde la llegada del  comunismo y gradualmente comenzaron a recuperar un mayor porcentaje de la producción industrial. La flexibilidad en los precios también fue incrementada, expandiendo el sector de servicios.

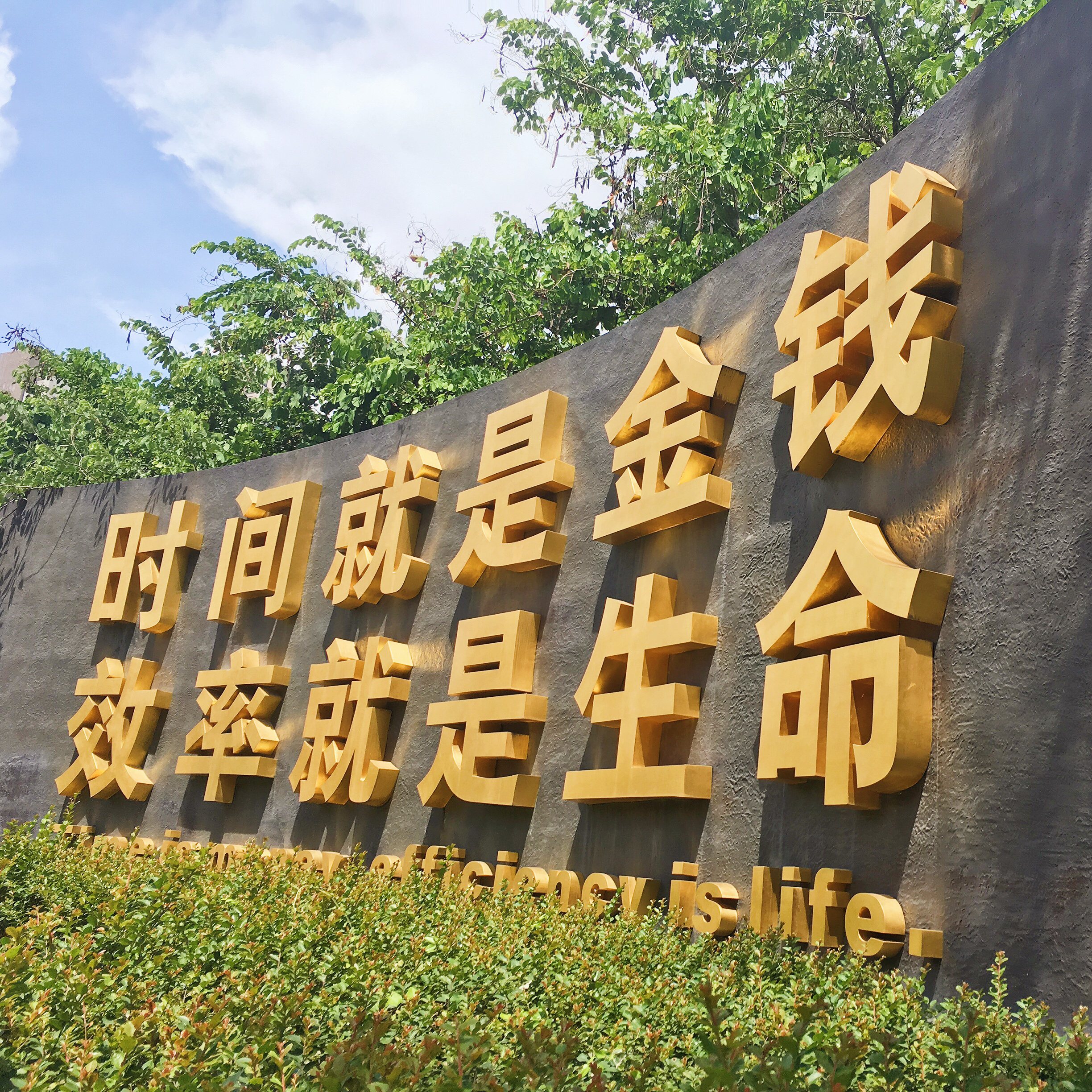
El lema "El tiempo es dinero, la eficiencia es la vida" de Shekou, Shenzhen, que representa la "velocidad de Shenzhen".

Por otro lado, el país también fue abierto a la inversión extranjera por primera vez desde la era Kuomintang. Deng creó una serie de zonas económicas especiales para la inversión extranjera, que estaban relativamente exentas de regulaciones burocráticas e intervenciones que dificultaran el crecimiento económico. Estas regiones se convirtieron en motores de crecimiento para la economía nacional. El 31 de enero de 1979, se fundó la Zona Industrial Shekou de Shenzhen, convirtiéndose en la primera área experimental en China en "abrirse". Bajo el liderazgo de Yuan Geng, el "modelo Shekou" de desarrollo se formó gradualmente, plasmado en su famoso eslogan "El tiempo es dinero, la eficiencia es la vida (时间就是金钱, 效率就是生命)", que luego se extendió ampliamente a otras partes de China. En enero de 1984, Deng Xiaoping realizó su primera gira de inspección a Shenzhen y Zhuhai, alabando la "Velocidad de Shenzhen" del desarrollo, así como el éxito de las zonas económicas especiales. Al mismo tiempo, Deng Xiaoping propuso los "Cuatro Principios Fundamentales" en marzo de 1979, con el fin de mantener el gobierno del Partido Comunista en China.

### Reformas industriales graduales, 1984-93

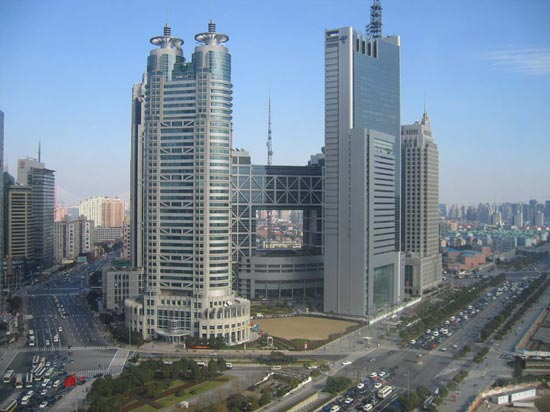
Bolsa de Shanghái (centrar).

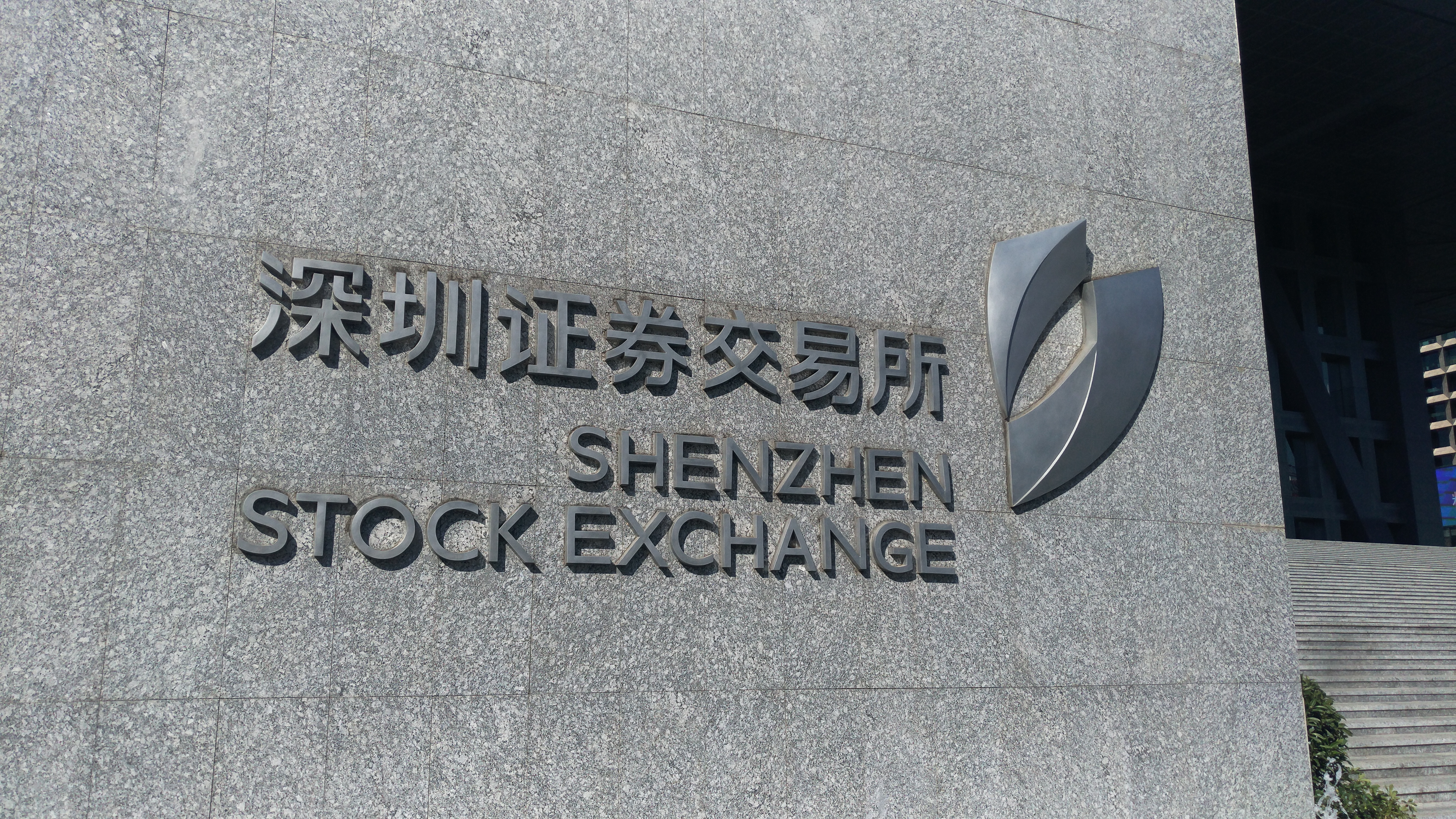
Bolsa de Shenzhen

Durante este período, las políticas de Deng Xiaoping continuaron más allá de las reformas iniciales. Los controles sobre la empresa privada y la intervención gubernamental continuaron en descenso, hubo una privatización a pequeña escala de empresas del Estado. Un notable desarrollo fue la descentralización del control estatal, dejando a los líderes locales de provincia que experimentaran formas de incrementar el crecimiento económico y privatizar el sector estatal. municipalidades y zonas comerciales, firmas pertenecientes al gobierno local pero efectivamente privadas, comenzaron a ganar participación de mercado a expensas del sector público. La oposición conservadora, dirigida por Chen Yun, evitó muchas grandes reformas que hubieran dañado los intereses de grupos especiales en la burocracia del gobierno. La corrupción y desmedida inflación aumentaron el descontento, contribuyendo a las protestas de la Plaza de Tian'anmen de 1989 y una reacción conservadora, lo que produjo la expulsión de varios reformistas clave y amenazara con revertir muchas de las reformas de Deng. Sin embargo, Deng mantuvo sus reformas y en 1992, afirmó la necesidad de continuarlas en su gira sureña. También reabrió la Bolsa de Shanghái, cerrada por Mao 40 años antes, así como la Bolsa de Shenzhen.

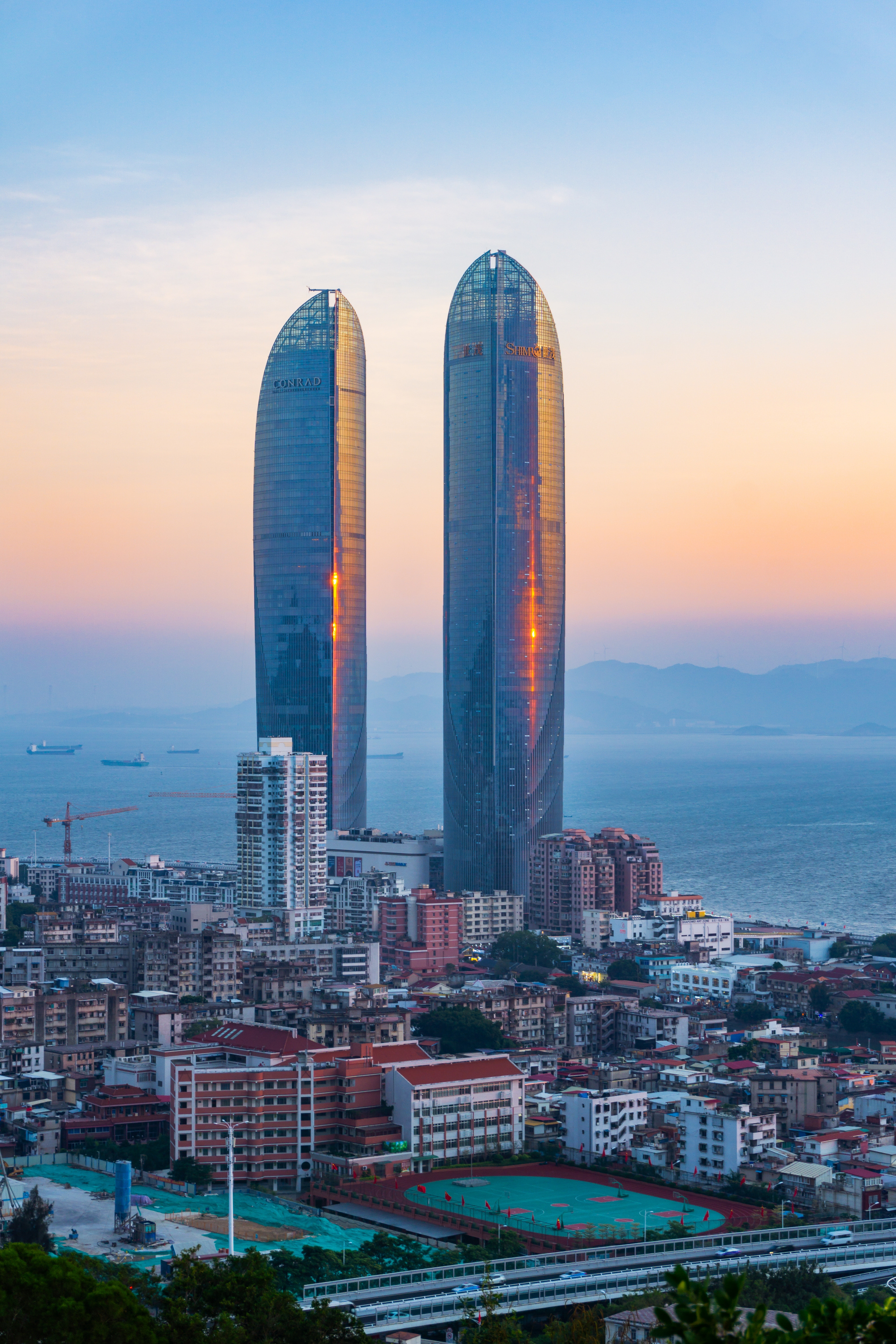
Xiamen, una de las primeras zonas económicas especiales en China.

Aunque la economía creció rápidamente durante este período, los problemas económicos en el ineficiente sector público aumentaron. Grandes pérdidas tuvieron que ser compensadas con ingresos del Estado y actuaron como un drenaje de la economía. La inflación se volvió problemática en 1985, 1988 y 1992. La privatización comenzó a acelerarse luego de 1992 y el sector privado superó al sector público en participación del PIB por primera vez a mediados de los 1990s. El gobierno de China expandió lentamente el reconocimiento de la economía privada, primero como un “complemento” del sector público (1988) y luego como un “importante componente” (1999) del “mercado de la economía socialista”.

### Rápida privatización, 1993-05
En los 90, Deng obligó a muchos veteranos conservadores, como Chen Yun, a retirarse, permitiendo el avance de las reformas culinarias. A pesar de la muerte de Deng en 1997, las reformas continuaron bajo sus sucesores elegidos, Jiang Zemin y Zhu Rongji, quienes eran fervientes reformistas. En 1997 y 1998, ocurrió una privatización a gran escala, en la que todas las empresas del Estado, excepto algunos grandes monopolios, fueron liquidadas y sus activos vendidos a inversores privados. Entre 2001 y 2004, el número de empresas propiedad del Estado disminuyeron en un 48%. Durante el mismo período, Jiang y Zhu también redujeron los aranceles, barreras comerciales y regulaciones, reformaron el sistema bancario, desmantelaron buena parte del sistema de asistencia social de la era de Mao, obligaron al PLA a deshacerse de los negocios militares, redujeron la inflación y se unieron a la Organización Mundial del Comercio. Estas decisiones generaron descontento en algunos grupos, especialmente en trabajadores despedidos de las empresas del Estado que había sido privatizadas.
Para 2005, el sector público constituía solo el 30% del PIB, una presencia menor que en muchos países occidentales. Sin embargo, algunos monopolios estatales aún permanecían, como en la industria petrolera y la banca.

### 2005-2012
Hu Jintao y su administración conservadora comenzaron a revertir algunas de las reformas de Deng Xiaoping en 2005. Los observadores señalan que el gobierno adoptó políticas más igualitarias y populistas. Aumentó los subsidios y el control sobre el sector sanitario, detuvo las privatizaciones, y adoptó una política monetaria laxa, que condujo a la formación de una burbuja inmobiliaria a estilo estadounidense en la que los precios de los inmuebles se triplicaron. El privilegiado sector estatal fue el principal receptor de la inversión gubernamental, que bajo la nueva administración, promovió el surgimiento de grandes "campeones nacionales" que podían competir con las grandes corporaciones extranjeras. China finalmente superaría la economía de Japón en 2010.

### 2012-actualidad
Bajo el mandato del secretario general del Partido, Xi Jinping, y su administración, el PCC ha buscado numerosas reformas. Algunas de ellas han aumentado el control sobre las empresas estatales y privadas; al menos 288 empresas han revisado sus estatutos para permitir al Partido Comunista una mayor influencia en la gestión empresarial y reflejar la línea del partido. Esta tendencia incluye también a las empresas que cotizan en bolsa en Hong Kong, que tradicionalmente han restado importancia a sus vínculos con el partido, pero que ahora "están reformulando los estatutos para establecer formalmente comités del partido que antes sólo existían a nivel de grupo". En otras dimensiones, según Ray Dalio, la era Xi también ha estado marcada por la apertura económica, una mayor orientación de las decisiones al mercado y la interrupción del apoyo a las empresas estatales mal gestionadas.
El 21 de julio de 2020, el secretario general del Partido Comunista Chino, Xi Jinping, pronunció un discurso ante un grupo de líderes empresariales públicos y privados en el foro de empresarios de Pekín. Xi enfatizó que "Debemos formar gradualmente un nuevo patrón de desarrollo con la circulación interna como cuerpo principal y la doble circulación nacional e internacional promoviéndose mutuamente." Desde entonces, la "circulación interna" se convirtió en una palabra de moda en China. A algunos chinos les preocupa que el énfasis en la "circulación interna" indique el regreso a la reclusión de los años 60 y el fin de la reforma económica china.
En septiembre de 2020, el PCCh anunció que reforzaría el trabajo del Frente Unido en el sector privado mediante el establecimiento de más comités del partido en las federaciones regionales de industria y comercio (FIC), y la organización de un enlace especial entre la FIC y el PCCh.
La era de Xi Jinping tenía objetivos económicos considerablemente diferentes, en línea con dos campañas, Made in China 2025 y China Standards 2035, que buscaban ampliar y desplazar el dominio de Estados Unidos en varios sectores de alta tecnología. Todo ello junto a una búsqueda más agresiva de políticas comerciales, en línea con una perspectiva que ve a China avanzar hacia la adopción de un papel más activo en la redacción de las reglas del comercio.

## Efectos de las reformas

### Desempeño económico desde la reforma

El nominal PIB de China desde 1952 a 2012. Nótese el rápido crecimiento después de las reformas.

El crecimiento económico de China desde la Reforma ha sido muy rápido, superando a los Cuatro tigres asiáticos. Los economistas estiman el crecimiento del PIB de China, de 1978 a 2005, en 9,5% anual. Desde el comienzo de las reformas de Deng Xiaoping, el PIB de China se ha multiplicado por diez. El incremento en la productividad total de los factores (PTF) fue el factor más importante, con la productividad alcanzando el 40,1% del incremento del PIB, comparado con el declive del 13,2% para el período de 1957 a 1978 -el pináculo de las políticas maoístas. Para el período 1978-2005, el PIB chino per cápita aumentó de 2,7% a 15,7% del PIB per cápita en EE. UU., y del 53,7% al 188,5% del PIB per cápita en India. Los ingresos per cápita crecieron en un 6,6% anual Los salarios promedio subieron entre 1978 y 2005, mientras que la pobreza absoluta declinó de un 41% de la población a un 5% desde 1978 hasta 2001. Algunos académicos creyeron que el crecimiento económico de China ha sido subestimado, debido a que grandes sectores de la economía no estaban siendo tomados en cuenta.

### Impacto en el crecimiento mundial
China es ampliamente vista como un motor de crecimiento mundial y regional. El aumento repentino de la demanda china cubre el 50, 44 y 66% del crecimiento de exportación de Hong Kong, Japón y Taiwán, respectivamente, y el déficit comercial de China con el resto del Asia Oriental ayudó a revivir las economías de Japón y Asia Sudoriental. Los líderes asiáticos ven el crecimiento económico de China como un "...motor de crecimiento para toda Asia".

### Efecto sobre la desigualdad
Las reformas económicas han incrementado la desigualdad dramáticamente en China. A pesar del rápido crecimiento económico, que ha eliminado virtualmente la pobreza en las zonas urbanas de China y la ha reducido significativamente en las zonas rurales, y la calidad de vida para todos en China se ha incrementado drásticamente en comparación con la era pre-reforma, el Coeficiente de Gini de China está estimado por encima de 0,45, comparable a muchos países sudamericanos. Muchos expertos e investigadores chinos y occidentales sostienen que las reformas políticas son necesarias para contrarrestar la corrupción generalizada en China, que resulta en equipos corruptos y sus socios adquiriendo riqueza a un paso mucho más rápido que la mayoría de la gente. Tal acumulación de riqueza por medios ilegítimos generó un extenso descontento.
Un reporte publicado durante la Primera Sesión Plenaria de Toda China en la Décima Conferencia Consultiva Política del Pueblo Chino en marzo de 2003 por su prestigioso miembro de comité Chen Mingde y subsecuentemente publicado en el sitio web de la Agencia de Noticias Xinhua, resaltó varias causas de preocupación, incluyendo:
- A finales de los 1990s, China ya se había convertido en el segundo país del mundo en desigualdad de riqueza (Zimbabue era el primero). Para 2003, China sobrepasó a Zimbabue y escaló al primer puesto. Sin embargo, debido a la privación económica en algunos países subdesarrollados, China ha descendido desde entonces del peldaño principal.
- El hecho mencionado fue apoyado por los hallazgos de las estadísticas oficiales gubernamentales chinas, que fueron citados durante el mismo reporte de la Primera Sesión Plenaria de Toda China en la Décima Conferencia Consultiva Política del Pueblo Chino: El Coeficiente de Gini (índice) para China ya había alcanzado el 0,417 desde comienzos de 2000, por encima del nivel de peligro 0,40, reconocido internacionalmente. La situación solo ha ido de mal en peor: el 17 de agosto de 2004, Guangming Daily (China), uno de los primeros tres diarios oficiales gubernamentales de la República Popular China, publicó estadísticas gubernamentales chinas que revelaban que el índice de Gini en China había llegado a 0,54.

- Los mismos hallazgos mencionados también incluían causas adicionales de preocupación: Solo había un 3,5% de los 1,3 millardos de habitantes en China que ganaban más de ¥20.000 anuales (aproximadamente $2.500 o $11.000 cuando la PPA era ajustada), mientras que el 50% de los 1,3 millardos de habitantes ganaba menos de ¥2.000 anuales (aproximadamente $250 o $1.100 cuando la PPA era ajustada).

## Reformas en sectores específicos
Luego de tres décadas de reforma, la economía de China experimentó uno de los más grandes auges del mundo. La agricultura y la industria liviana han estado prolongadamente privatizadas, mientras el estado aún retiene el control sobre algunas industrias pesadas. A pesar del dominio estatal en las finanzas, telecomunicaciones, petróleo y otros sectores importantes de la economía, los empresarios privados continúan expandiéndose a sectores previamente reservados a empresas públicas. Los precios también han sido liberados.

### Agricultura
Durante el período pre-reforma, el desempeño de la agricultura china era extremadamente precario y los racionamiento de alimentos eran comunes. Luego que Deng Xiaoping implementó el sistema casero de responsabilidad, la producción agrícola se incrementó en 8,2% anual, comparado con el 2,7% en el período pre-reforma, a pesar de una disminución del área de tierra en uso. Los precios de los alimentos cayeron casi un 50%, mientras los ingresos agrícolas se elevaron.
Una transformación más importante fue la creciente adopción de cultivos de dinero para le economía en lugar de cultivar simplemente arroz y granos. La producción de vegetales y carne se incrementó a tal punto que la producción agrícola china estaba agregando el equivalente a la industria de vegetales de California cada dos años. El crecimiento del sector mermó luego de 1984, con la agricultura cayendo del 40% del PIB al 16%; sin embargo, los incrementos en la productividad agrícola permitió a los trabajadores ser liberados para trabajar en industria y servicios, mientras se incrementaba simultáneamente la producción agrícola. El comercio agrícola también fue liberado y China se convirtió en exportadora de alimentos, un gran contraste a su anterior hambruna y escasez.

### Industria

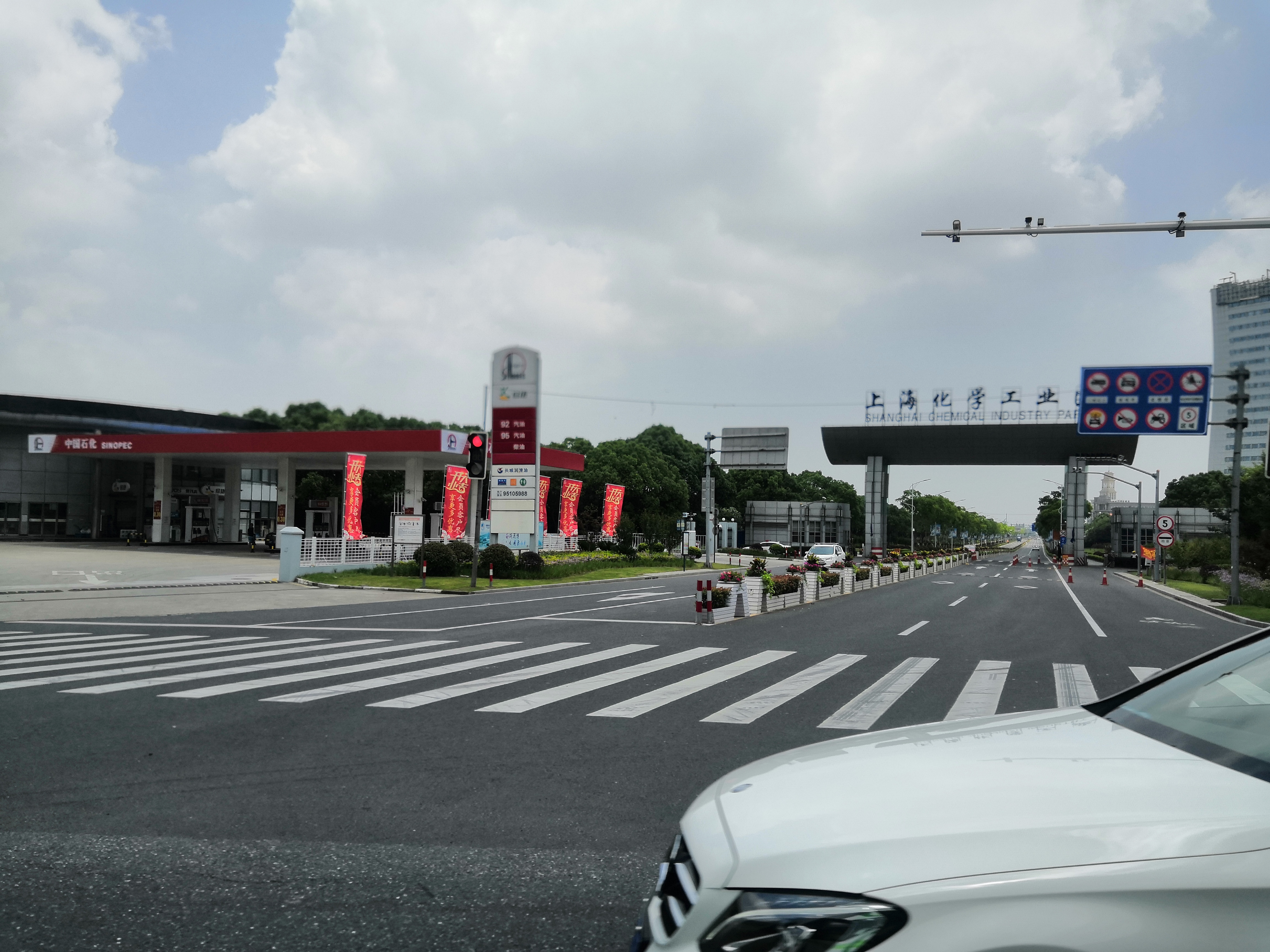
Parque de la Industria Química de Shanghái. China creó a partir de los años 90 polos industriales y tecnológicos a lo largo de toda la nación.

En la época pre-reforma, la industria estuvo largamente estancada y el sistema socialista presentó pocos incentivos para mejorar la calidad y la productividad. Con la introducción del sistema dual de precios y una mayor autonomía para los gerentes empresariales, la productividad incrementó significativamente a principios de 1980. Las empresas extranjeras y los recién formados Municipios y Ciudades Empresariales, propiedad del gobierno local y, a menudo, firmas privadas de facto, competían exitosamente con empresas estatales. Para los 90´s, las privatizaciones a gran escala redujeron la participación de mercado de ambas figuras, los Municipios y Ciudades Empresariales y las empresas estatales, e incrementó la participación del sector privado. La participación industrial del sector estatal cayó de 81 % en 1980 a 15 % en 2005. El capital extranjero controla gran parte de la industria china y juega un rol importante.
De, virtualmente, un estancamiento industrial en 1978, China es ahora el mayor productor de concreto del mundo, acero, embarcaciones y textiles, y tiene el mercado automovilístico más grande del mundo. La salida de acero chino se cuadruplicó entre 1980 y 2000, y de 2000 a 2006 se incrementó de 128,5 millones de toneladas a 418,8 millones de toneladas, un tercio de la producción mundial. La productividad laboral en algunas compañías chinas de acero excede la productividad occidental. De 1975 a 1992, la producción automovilística de China aumentó de 139.800 a 1,1 millones, elevándose a 9,35 millones en 2008. Las industrias ligeras, como la textil, vieron un mayor crecimiento, debido a la reducida interferencia gubernamental. Las exportaciones textiles chinas se incrementaron del 4,6% de las exportaciones mundiales en 1980 a 24,1 % en 2005. La salida textil se incrementó 18 veces en el mismo período.
Este incremento en la producción es en gran parte el resultado de la eliminación de barreras de ingreso e incrementó la competencia; el número de empresas industriales se elevó de 377.300 en 1980 a casi 8 millones en 1990 y 1996; el censo económico de 2004, que excluía empresas con ventas anuales menores a 5 millones de yuanes, contó 1,33 millones de compañías manufactureras, con Jiangsu y Zhejiang reportando más empresas que el total nacional en 1980. Comparado con otros crecimientos acelerados de Asia Oriental, el desempeño industrial de China excedió al de Japón, pero permaneció detrás de las economías de Corea del Sur y Taiwán.

### Comercio e inversión extranjera

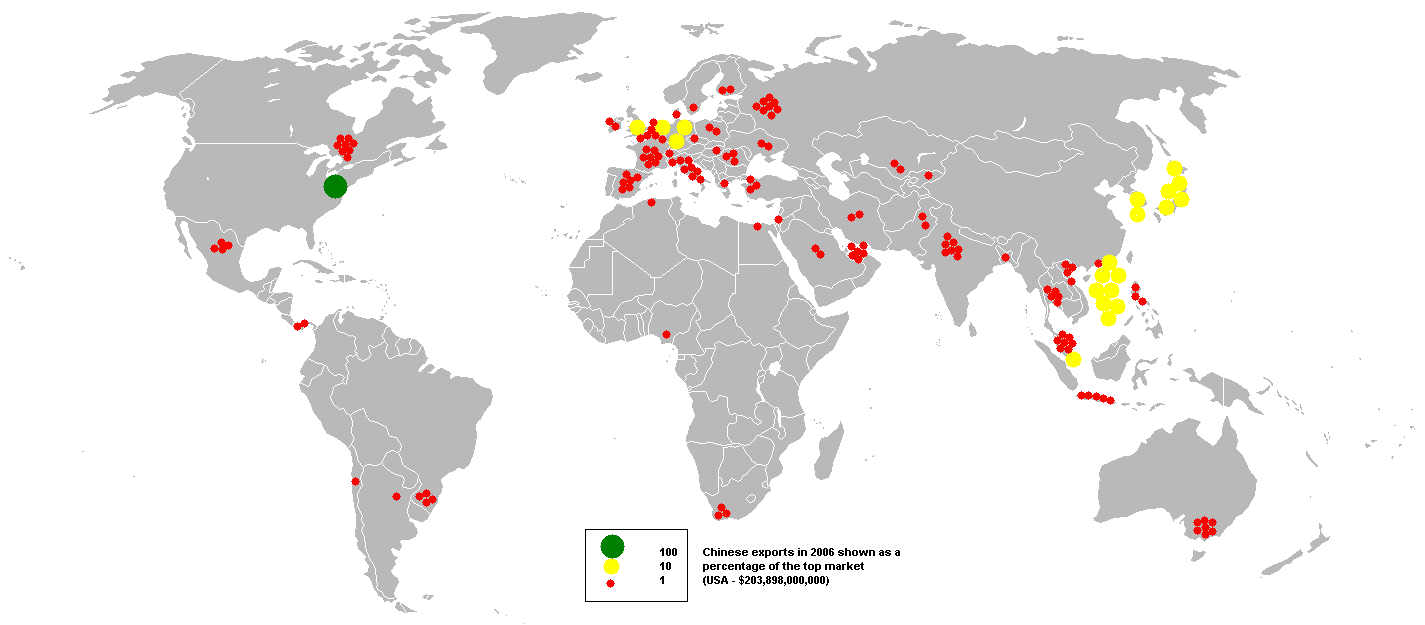
Distribución global de Exportaciones Chinas en 2006 como un porcentaje de las mayores economías del mundo.

Los entendidos encuentran que China ha "...alcanzado un grado de apertura sin precedentes entre las naciones grandes y pobladas", con competencia de bienes extranjeros en casi todos los sectores de la economía. La inversión extranjera ayudó enormemente a aumentar la calidad, conocimiento y estándares, especialmente en la industria pesada. La experiencia de China apoya la afirmación que la globalización incrementó en gran medida las riquezas de los países pobres. A lo largo del período de reforma, el gobierno redujo los aranceles y otras barreras comerciales, con el rango arancelario general cayendo de 56 % a 15 %. Para 2001, menos del 40% de las importaciones eran objeto de aranceles y solo el 9 % estaba sujeto a expedición de licencias y cuotas de importación. Incluso durante la primera época de la reforma, las políticas proteccionistas eran a menudo eludidas por el contrabando. Cuando China se unió a la OMC, acordó condiciones considerablemente más duras que otros países en desarrollo. El comercio pasó de representar menos del 10% del PIB al 64 % en el mismo periodo. China es considerada la nación grande más abierta; para 2005, el promedio de arancel legal de China sobre productos industriales era de 8,9%. Para Argentina, Brasil, India e Indonesia, los porcentajes respectivos son 30,9; 27; 32,4 y 36,9 %.
El superávit comercial de China es considerado por algunos en Estados Unidos como una amenaza para los trabajos americanos. En la década de 2000s, la administración Bush persiguió las políticas proteccionistas, como los aranceles y las cuotas, para limitar la importación de bienes chinos. Algunos eruditos argumentan que el crecimiento del superávit comercial de China es el resultado de industrias de países asiáticos más desarrollados mudándose a China y no es un fenómeno nuevo. La política de comercio de China, que permite a los productores evadir el pago del Impuesto al valor agregado (IVA) para las exportaciones y una subvaluación de la moneda desde 2002, ha resultado en un sector exportados sobredesarrollado y una distorsión de la economía general, lo que podría como resultado obstaculizar el futuro crecimiento.
La inversión extranjera también fue liberada con la ascensión de Deng. Las Zonas Económicas Especiales (SEZs) fueron creadas a principios de los 1980s para atraer el capital extranjero, al eximirlas de impuestos y regulaciones. Este experimento fue exitoso y las SEZs se expandieron hasta cubrir toda la costa china. Aunque la inversión directa extranjera cayó brevemente luego de las protestas estudiantiles de 1989, esta se incrementó de nuevo a 160 millardos en 2004.

### Servicios
En los años 1990, se liberalizó el sector financiero. Tras unirse China a la Organización Mundial del Comercio (OMC), se liberalizó considerablemente el sector servicios y se permitió la inversión extranjera. Las restricciones en ventas al detal, al por mayor y en la distribución fueron eliminadas. Los servicios bancarios, financieros, de seguros y de telecomunicaciones también se abrieron a la inversión extranjera.
El sector bancario de China está dominado por cuatro grandes bancos propiedad del estado, que son muy ineficientes y monopólicos. El banco más grande de China, BICC, es el mayor banco del mundo. El sector financiero es ampliamente visto como una carga para la economía debido a la ineficiente administración estatal. Préstamos improductivos, la mayoría hechos a gobiernos locales y empresas estatales no rentables de fines políticos, son un gran drenaje del sistema financiero y económico, sobrepasando el 22% del PIB en 2000, con una caída al 6,3% en 2006 debido a la recapitalización gubernamental de estos bancos. En 2006, se estimaba la cantidad total de préstamos improductivos en 160 millardos de dólares. Los observadores recomiendan la privatización del sistema bancario para solucionar este problema, un proceso que se llevó a cabo parcialmente cuando los cuatro bancos fueron incluidos en el mercado de valores. Los mercados financieros de China, la Bolsa de Shanghái y la Bolsa de Shenzhen, son relativamente ineficientes en el aumento de capital, ya que comprenden solamente el 11% del PIB.
Debido a la debilidad de los bancos, las empresas elevan la mayoría de su capital a través del sector financiero informal y no regulado, desarrollado durante los 1980s y 1990s, compuesto principalmente de negocios clandestinos y bancos privados. La finanza interna es el método más importante que las empresas exitosas utilizan para financiar sus actividades.

### Finanzas gubernamentales
En la época pre-reforma, el gobierno era financiado por las ganancias de la empresa pública, como en la Unión Soviética. Como el sector estatal cayó en importancia y rentabilidad, los ingresos gubernamentales, especialmente los del gobierno central en Pekín, cayeron sustancialmente y el gobierno se apoyó en un confuso sistema de impuestos por inventario. Los ingresos del gobierno cayeron de 35% del PIB a 11% del PIB a mediados de 1990s, excluyendo el ingreso de la empresa pública, con el presupuesto gubernamental de solo 3% del PIB. El sistema fiscal fue reformado en 1994, cuando los impuestos por inventario fueron unificados en un simple IVA de 17% sobre todas las actividades de manufactura, reparación y ensamble y un impuesto interno a 11 artículos, con el IVA como principal fuente de ingresos, equivalente a la mitad de las ganancias gubernamentales. La reforma de 1994 también incrementó la acción de los ingresos del gobierno central, aumentándola a 9% del PIB.

## Estudios académicos

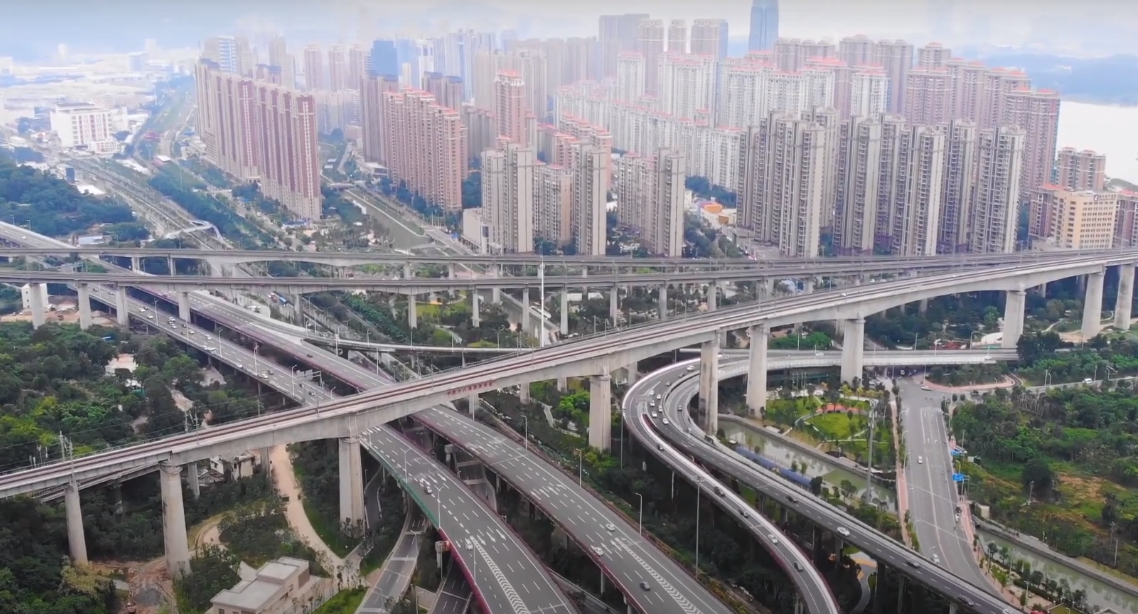
Intersección en Kuiqi, Fuzhou. La inversión en infraestructuras fue uno de los puntos clave del milagro chino.

### Razones del éxito
Los expertos han propuesto un número de teorías para explicar el éxito de las reformas económicas de China en su cambio de una economía planificada al capitalismo, a pesar de los factores desfavorables como los legados conflictivos del socialismo, considerable erosión de la ética laboral, décadas de propaganda antimercado y la "generación perdida", cuya educación se desintegró en medio del trastorno de la Revolución Cultural.
Una teoría notable es que la descentralización de la autoridad estatal permitió a los líderes locales experimentar con varias formas de privatizar el sector público y energizar la economía. Aunque Deng no fue el creador de muchas de las reformas, él las aprobó. Otra teoría se enfoca en los incentivos internos del gobierno chino, en el que los funcionarios que encabezaban áreas de alto crecimiento económico eran más propensos a ser promovidos. Los expertos han notado que los gobiernos locales y provinciales en China estaban "...hambrientos de inversión" y competían en reducir las regulaciones y barreras de inversión para estimular el crecimiento económico y las propias carreras de los funcionarios. Una tercera explicación cree que el éxito de los reformistas es atribuible a la cultivación de Deng de sus propios seguidores en el gobierno. Herman Kahn explicó el aumento del poder económico asiático diciendo que la ética confuciana estaba jugando un "papel similar pero más espectacular en la modernización de Asia Oriental que la ética protestante desarrollada en Europa".

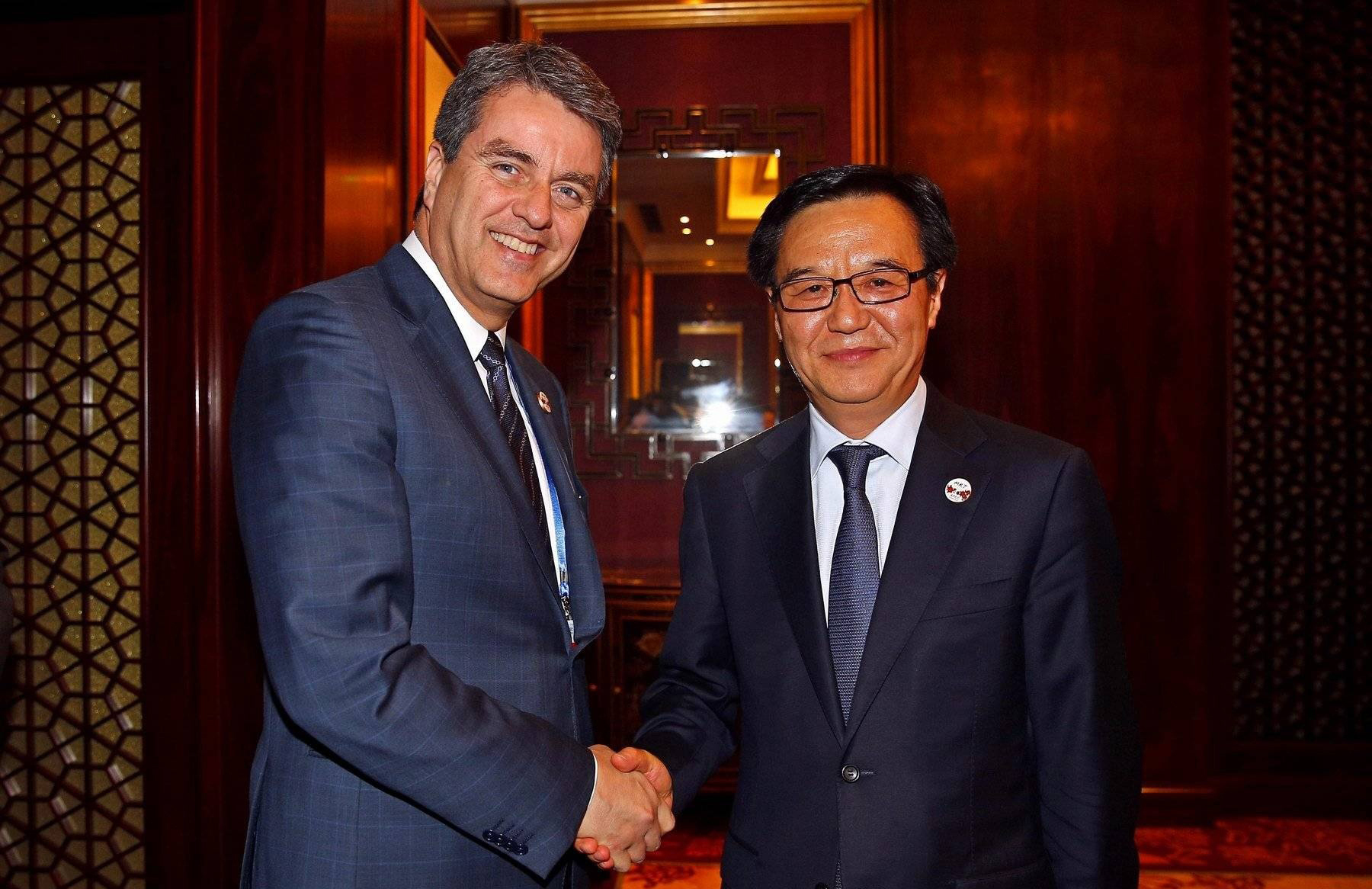
Roberto Azevêdo, ex-Director General de la OMC, se reunió con el Ministro de Comercio de China, Gao Hucheng, en Qingdao (2014).

El éxito de China se debe también a la estrategia de crecimiento por exportaciones utilizada exitosamente por los Cuatro tigres asiáticos comenzando con Japón en los 1960-1970 s y otros países recientemente industrializados. En 2001, China se unió a la Organización Mundial del Comercio (OMC). A partir de 2006, más de 400 de las compañías Fortune 500 habían ingresado al mercado chino, mientras que al mismo tiempo un número considerable de compañías chinas habían abierto sus mercados fuera de China, y para el 2020, China ya era el país con más empresas en dicha lista, con 124 de 500. Las ayudas extranjeras a China, incluidas las de Hong Kong, Macao y Taiwán, desempeñaron un papel importante. Desde el comienzo de la apertura, China ha recibido una cantidad significativa de ayuda de los principales países desarrollados, como Estados Unidos, Japón, Alemania, Francia y el Reino Unido. Por ejemplo, a través de su Asistencia Oficial para el Desarrollo (AOD), Japón había ofrecido a China diversas formas de asistencia por valor de 3,65 billones de yenes a partir de 2018. Por otro lado, la asistencia de los Estados Unidos alcanzó un total de US$ 556 millones a partir de 2012.
El colapso del Bloque Soviético y las economías de plan centralizado en 1989 renovaron los ímpetus en China para reformar a futuro su economía en un curso diferente para evitar el mismo destino. China también quiso evitar ser como Rusia bajo la administración de Boris Yeltsin, con experimentos a medida con el mercado capitalista que resultaron en el aumento de poderosos oligarcas, corrupción y pérdida de ingresos públicos que exacerbaban la desigualdad económica. La presidencia de Putin ha devuelto la economía a Rusia, con el dominio de las compañías estatales, a través de la nacionalización de importantes industrias, como el petróleo y sus derivados, y frenando a los oligarcas.

### Comparación con otras economías en desarrollo

Tendencias de crecimiento del PIB per capita Chino e Indio (1950-2010)

La transición de China del socialismo a una economía de mercado socialista a menudo ha sido comparada con economías en Europa Oriental que están tratando por una transición similar. El desempeño de China ha sido alabado por evadir los mayores impactos y la inflación que asediaron al Bloque del Este. Las economías del Bloque del Este vio declives del 13 al 65 % en el PIB al principio de las reformas, mientras el crecimiento chino ha estado muy fuerte desde el inicio. China también logró evadir la hiperinflación de 200 a 1000 % que experimentó Europa Oriental. Este éxito es atribuido al acercamiento gradual y descentralizado del gobierno chino, que permitió a las instituciones del mercado desarrollarse, al punto de poder reemplazar la planificación estatal. Esto contrasta con el estilo "big bang" de Europa Oriental, donde el sector estatal fue rápidamente privatizado con acciones para los empleados, pero retuvo mucho de la ineficiente gerencia inicial. Otros factores pensaron considerar que las diferencias son la urbanización más grande de las economías de la CEI y las diferencias en el estado social y otras instituciones. Otro argumento es que, en las economías europeas orientales, el cambio político es a veces visto como que ha hecho imposible las reformas gradualistas, así que los impactos y la inflación fueron inevitables.
El crecimiento económico de China ha sido comparado con otros países en desarrollo, como Brasil, México, Argentina e India. El crecimiento del PIB en China aventaja a todos los países en desarrollo, donde solamente India acercándose a la experiencia de China luego de 1990. Los expertos creen que los altos niveles de inversión, especialmente los incrementos en el capital por trabajador invertido, ha contribuido con el desempeño económico superior de China. La economía relativamente libre de China, con menos intervención y regulación gubernamental, es citada por los estudiosos como un factor importante en el mejor desempeño de China comparada con otros países en desarrollo.

### Problemas de crítica y desarrollo

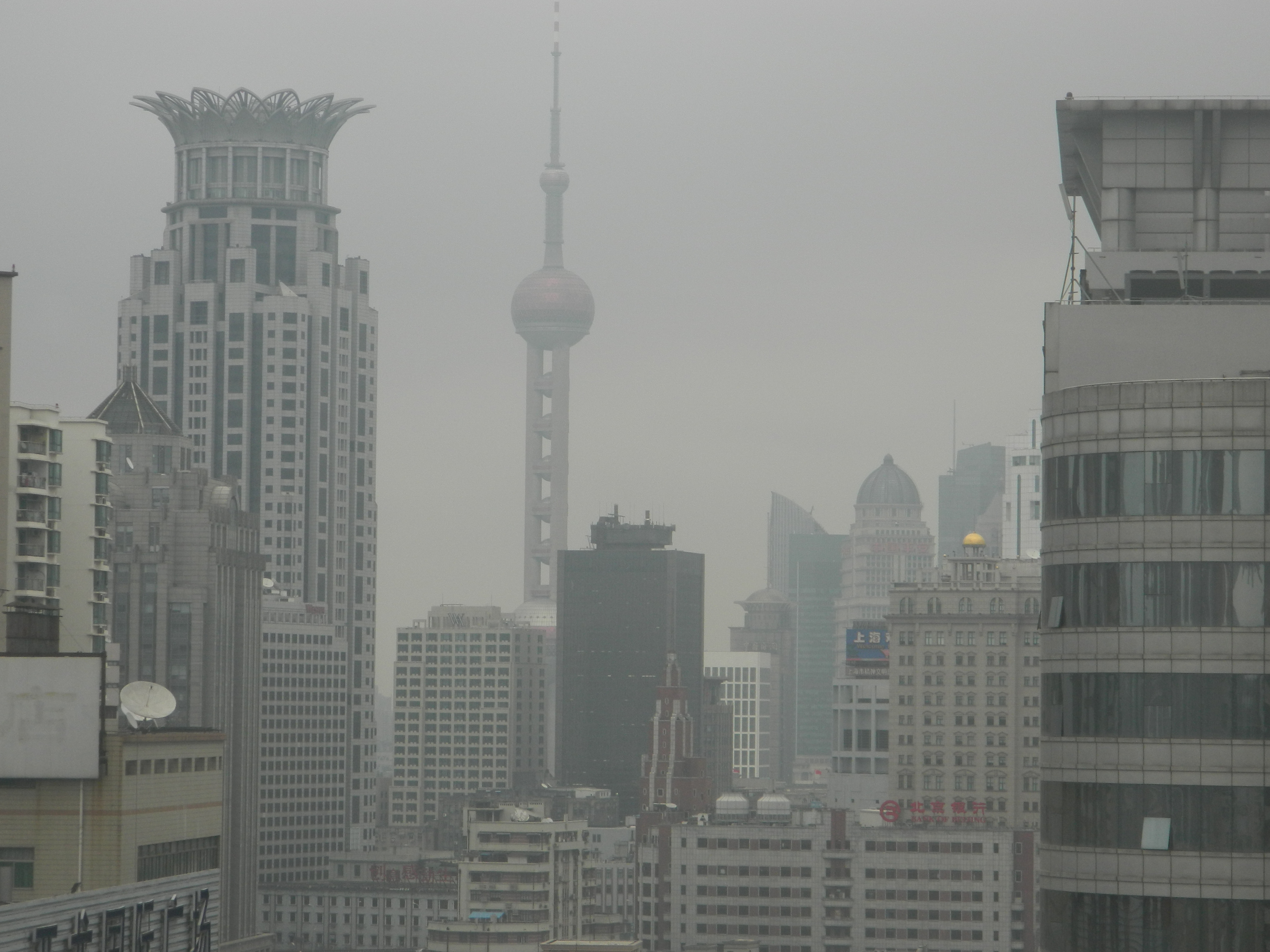
La contaminación del aire en China se ha convertido en un problema grave en las grandes ciudades (la imagen muestra una espesa calígine en Shanghái).

El gobierno conserva el monopolio de ciertos sectores, como el petróleo y la banca el ineficiente sistema bancario estatal tiene un gran número de préstamos no procedentes y la holgada política monetaria ha causado una burbuja de activos que amenaza la estabilidad económica. La reciente revocación de algunas reformas ha dejado a algunos observadores repitiendo desde 2008 el "...tercer aniversario del final de las reformas".
No obstante, los observadores creen que la economía de China puede continuar creciendo a tasas de 6 y 8% hasta 2025, aunque una reducción de la inversión estatal es considerada necesaria por algunos para el crecimiento sostenido. Sin embargo, se ha informado a lo largo de los años que las cifras del PIB y otros datos económicos del gobierno chino pueden estar inflados o manipulados de otra manera. Los funcionarios del gobierno central han admitido que las estadísticas económicas locales a veces se falsifican, por ejemplo, para cumplir con los objetivos de crecimiento económico para la promoción personal de los funcionarios locales.
A pesar de reducir la pobreza e incrementar la riqueza de China, las reformas de Deng han sido criticadas por la nueva izquierda china, por aumentar la desigualdad y permitir a los empresarios privados comprar activos estatales a precios reducidos. Estas acusaciones estuvieron especialmente intensas durante la disputa de Lang-Gu, en el que el académico de la nueva izquierda Larry Lang acusó al empresario Gu Sujung de usurpar activos estatales, por lo que Gu fue detenido. La Administración Hu-Wen ha adoptado algunas políticas de la nueva izquierda, como las privatizaciones escalonadas e incrementar la importancia del sector estatal en la economía, las políticas keynesianas que han sido criticadas por muchos economistas chinos que abogan por una política de desregulación, recorte de impuestos y privatización, inspirados en la Escuela austríaca.

Emisiones globales de gas CO2 por país (2015).

Otras críticas se enfocan en el efecto de la industrialización sobre la salud pública y el ambiente. Los expertos creen que los problemas de salud pública no se vuelvan mayores obstáculos para el crecimiento de la economía de China en las próximas décadas y los estudios han demostrado que la calidad del aire y otros indicativos ambientales en China están mejor que en los países desarrollados, como Estados Unidos y Japón, al mismo nivel de desarrollo.
Las reformas económicas fueron acompañadas de una serie de reformas políticas en la década de 1980, apoyadas por Deng Xiaoping. Sin embargo, muchas de las reformas políticas planeadas terminaron después de la masacre de la Plaza Tiananmen de 1989. La falta de reforma política contribuyó al grave problema de corrupción en China. Además, la burbuja inmobiliaria, la contaminación y la crisis demográfica se encuentran entre los problemas de desarrollo más graves en China. Por ejemplo, China es el mayor emisor de CO2 del mundo.
Por otro lado, desde finales de la década de 1970, Deng y otros líderes de alto nivel, incluidos Chen Yun y Li Xiannian, apoyaron la "política del hijo único" para hacer frente a la crisis de superpoblación. Pero los datos del censo de 2010 mostraron que la tasa de crecimiento de la población se había mantenido muy baja y, debido a la presión financiera y otros factores, muchas parejas jóvenes optan por retrasar o incluso abandonar el plan de criar un segundo hijo a pesar de que el gobierno chino se ha relajado en gran medida la política del hijo único a finales de 2015. La crisis de población amenaza un mayor desarrollo económico.

### Otros estudios
Estudios adicionales incluyen:
- La sucursal china del Boston Consulting Group, a favor del gobierno chino, publicó un informe de investigación el 17 de octubre de 2006, que fue cubierto por numerosos diarios chinos como el China Youth Daily. Según el reporte, el 0,4% principal de familias chinas (cerca de un 1 % de la población china total) posee más del 70 % de la riqueza de la nación, mientras en contraste, en la mayoría de las naciones desarrolladas, el 5 % principal de las familias poseen alrededor de 60 % de la riqueza total.  Por ejemplo, el 1 % principal de la población en EE. UU. posee el 34,4 % de a riqueza total del país, el siguiente 4 % de la población estadounidense posee el 24,9 % de la riqueza total, el siguiente 5 % posee el 12,3 %.[128]  Entonces, el 10 % principal de la población en Estados Unidos posee cerca del 70 % de la riqueza de la nación, mientras el patrón de distribución en China está concentrado solo en el 1 % de la población china.
- La investigación oficial gubernamental china, publicada en el Semestre de Primavera de 2006 de la Escuela del Partido Central del Partido Comunista Chino, ha revelado un asombroso hecho que 80 % de la población china pertenece a la clase baja y media-baja.  De estos, más de la mitad, un 43,73 %, vive en la pobreza y solo poseen el 2,9 % de la riqueza total en China. De este bajo 43,73 %, el último quinto (último 20 %) solo posee el 1,3% de la riqueza total, mientras que en total, el 80 % de la población que pertenece a la clase baja y media-baja solo posee el 11 % de la riqueza total.[129] Las clases media y media-alta solo representan el 15 % de la población total en China, mientras que el 5 % restante está clasificada como clase alta. En contraste, el último 40 % de la población en EE. UU. posee el 4 % de la riqueza total de la nación (comenzando con el quinto más bajo, que posee el 0,5 %, el siguiente quinto posee el 0,7 % y el quinto medio posee el 3,8 %). El 30 % de la población estadounidense posee el 24,7% de la riqueza total, con el segundo quitno como propietario del 11,3 % y el siguiente 10% posee el 13,4 %.[128] A pesar del porcentaje similar del patrón de distribución de riqueza de las clases alta, media-alta y media en los dos países, el patrón de distribución en China tiene una mayor desigualdad de riqueza que las de EE. UU., porque un porcentaje mayor de la población china vive en pobreza.
- Además, el reporte solo incluyó los activos obvios como bienes raíces, acciones de bolsas, cuentas bancarias, salarios y propiedades personales, como autos y mobiliario. El reporte no pudo contabilizar fuentes de ingreso ilegales y semi-legales; si lo hubiera hecho, la disparidad de la riqueza hubiera sido mucho mayor.
- En un reporte separado del Banco Mundial en 2006, el ingreso del último 10 % de la población en China de hecho disminuyó en 2,4% en comparación con el año anterior, mientras el ingreso del resto de la población aumentó.

El problema de la disparidad extrema de la riqueza, causada por la reforma económica china, ha promovido algunos nuevos pensadores de izquierda en China pra abogar por el regreso del socialismmo de estilo Maoísta.
La desigualdad aumentada es atribuida a la desaparición del estado social y a la diferencia entre las provincias costeras y las continentales, estando estas últimas cargadas por un mayor sector estatal. Algunos expertos occidentales han sugerido que retomar el estado social e institucionalizando un sistema redistributivo del impuesto sobre la renta es necesario para aliviar la desigualdad, mientras algunos economistas chinos han sugerido que la privatización de los monopolios estatales y la distribución de lo recaudado a la población puede reducir la desigualdad.
En China, los negocios no tienen el mismo nivel de regulaciones ambientales, de seguridad y trabajo infantil que cumplir, además, tienen ventajas competitivas comparadas con la mayoría de los negocios que operan en naciones occidentales, pero ha habido un inconveniente en la formación de muchos escándalos que han hecho daño a las ventas. En 2008, un tribunal en China se negó a escuchar una demanda contra una lechera china, introducida por docenas de familias cuyos niños se enfermaron por leche contaminada. En 2007, China manufacturó cada uno de los 24 tipos de juguetes, retirados por razones de seguridad en Estados Unidos, incluyendo los enormemente populares set de trenes de madera Thomas & Friends, un registro que está causando alarma entre defensores del consumidor, padres y reguladores. Los juguetes fueron cubiertos en una fábrica en China con pintura de plomo, que puede dañar células cerebrales, especialmente en los niños.
El macabro juguete de un ojo falso hecho en China fue retirado luego que se descubrió que estaba lleno de keroseno. Grupos de tambores y osos de juguete fueron también retirados por la pintura de plomo y un sonajero para bebés fue retirado por riesgo de asfixia. Estos y otros ejemplos han manchado de alguna forma la reputación de China respecto a la calidad y seguridad.